# The Tunnel (2011)
The Tunnel (bra: O Túnel) é um filme de terror australiano, de 2011, foi coescrito por Enzo Tedeschi e Julian Harvey, dirigido por Carlo Ledesma.
Esse filme australiano foi gravado como se fosse um documentário, com filmagens feitas em primeira pessoa, sobre tuneis de metrô  abandonados.

## Sinopse
Baseado em fatos. A história de "The Tunnel" é passada num labirinto escuro de túneis do metrô, e num bolsão de água que existe no subsolo da cidade de Sydney, na Austrália. O filme convida-nos a seguir Natasha e a sua equipe de filmagens numa investigação para descobrir os verdadeiros motivos pelos quais o lago subterrâneo, localizado debaixo da estação de Saint James, passou de ponto turístico a zona interditada.

## Elenco
- Bel Deliá ... Natasha Warner
- Andy Rodoreda ... Peter Ferguson
- Steve Davis ... Steve Miller
- Luke Arnold ... Jim 'Tangles' Williams
- Goran D. Kleut ... Stalker
- James Caitlin ... Trevor Jones
- Shannon Jones... Jane Schmidt
- Arianna Gusi ... Kate
- Russell Jeffrey... Sef
- Jessica Fallico... Jess
- Ben James ... Dez (voz)